# Kiezelvlekje
Het kiezelvlekje (Bryostigma lapidicola) is een korstmos behorend tot de familie Arthoniaceae. Het leeft in symbiose een chlorococcoïde alg. Het komt voor op kalkhoudend gesteente en plantenresten. 

## Kenmerken
Het thallus is dof olijfgrijs, olijf- of grijsbruin, dun, minutieus korrelig.
Anamorf
De conidia meten 3-4 × ca 0,5 μm en zijn bacilliform.
Teleomorf
Ascomata apothecia zijn 50 tot 250 (-350) µm in diameter en 60-100 µm hoog, onregelmatig convex, glanzend zwart, niet berijpt. Het hymenium is 25 tot 30 μm dik, hyaliene of lichtgroen.
De asci zijn 8-sporig, kort gesteeld, met top breed en afgerond, zeer dikwandig en meten 22-35 × 10-14 µm. De ascosporen zijn 8-12 (-14) × 2,5-4 μm, gesepteerd, eivormig, de bovenste cel breder en korter dan de onderste, vaak met een licht spitse top, hyaliene, tamelijk dikwandig, glad, zonder gelatineus omhulsel of aanhangsels.

## Verspreiding
In Nederland komt het zeer zeldzaam voor.